# Orkanen Elida
Orkanen Elida var den andra orkanen och den femte namngivna stormen i Stilla havets orkansäsong 2008.
Orkanen Elida stannade hela tiden över öppet vatten och orsakade därför inga skador eller dödsfall.

## Stormhistoria

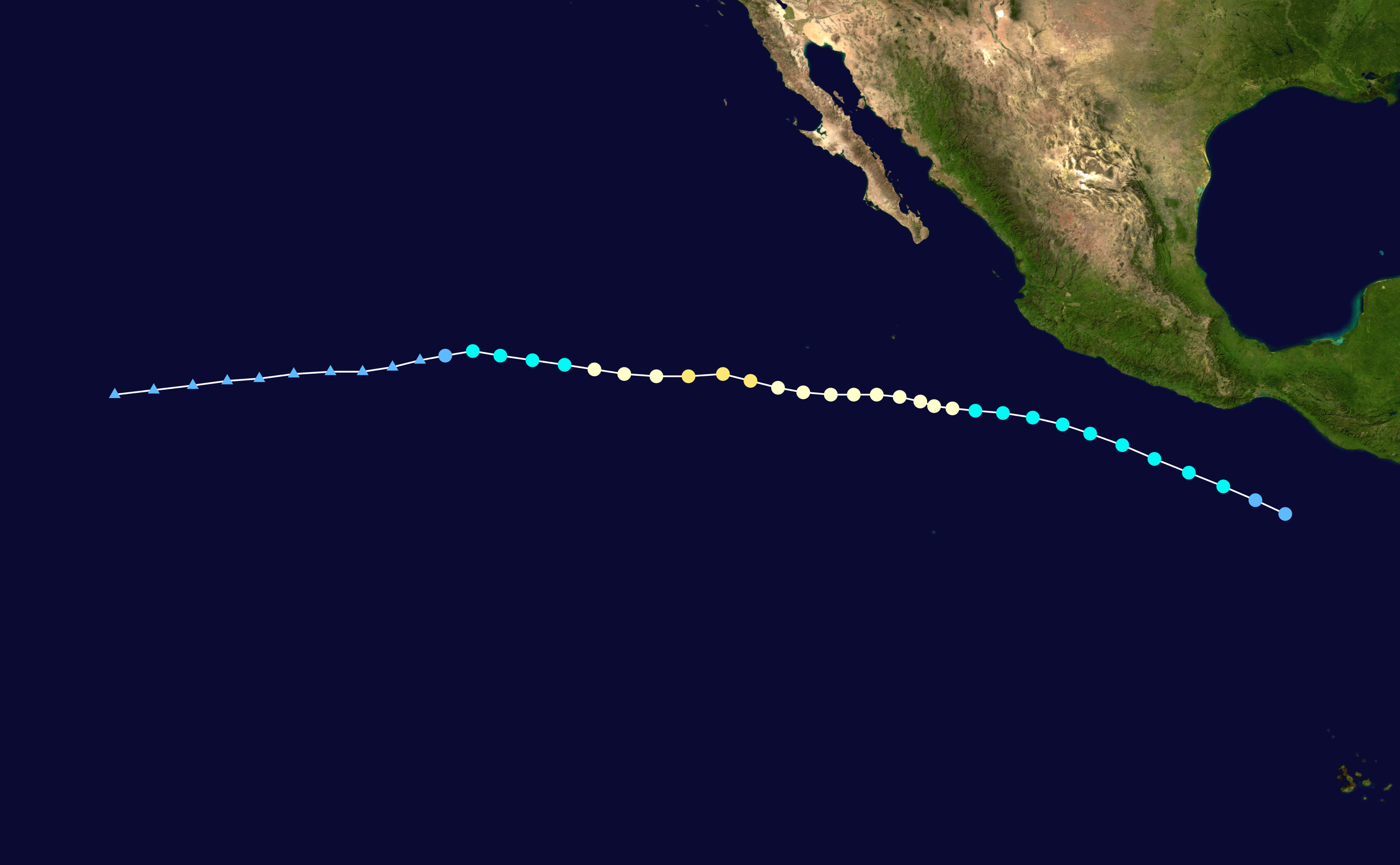
Elidas bana

Sent den 11 juli blev ett område med lågtryck några 100 km från Tehuantepecgolfen tillräckligt organiserat för att kunna klassificeras som den tropiska depressionen Sex-E. Depressionen ökade snabbt i styrka och uppgraderades till den tropiska stormen Elida senare under dagen. Under natten den 14 juli ökade Elida i styrka och blev säsongens andra orkan. Efter att ha stannat upp i intensifieringen i några dagar ökade den snabbt i styrka den 16 juli till en kategori 2-orkan. Den försvagades till en tropisk storm den 18 juli och avmattades slutligen den 19 juli.